# Sunyer II d'Empúries-Rosselló
Sunyer II d'Empúries-Rosselló (?, ca. 840 - ?, 915) fou comte d'Empúries (862-915) i comte de Rosselló (896-915). Era probablement fill de Sunyer I.
Va esdevenir comte d'Empúries-Peralada el 862, amb el seu germà gran Delà: ambdós exerciren un govern conjunt. Es creu que arran de la revolta i destitució del rebel Unifred, Carles el Calb va encomanar-li la regència d'aquest comtat, i Sunyer associà al govern el seu germà. Tanmateix, es pensa que el monarca volgué investir-lo amb el comtat de Barcelona aquell mateix any, degut a l'aparició d'un comte Sunyer mal identificat en el lliurament de béns fiscals del Montseny. Altres diuen que la investidura emporitana fou més tard, el 878, a conseqüència de la cancel·lació dels honors de Bernat de Gòtia. No obstant això, Sunyer i Delà són presents en la documentació comtal d'Empúries a partir d'aquesta data (879, 880, 881 i 884). El 878 assistí al concili de Troyes, on fou destituït Bernat de Gòtia, que tenia sota el seu poder des de 865 el comtat de Rosselló, el qual va ser donat a Miró el Vell, comte de Conflent.
El 886 va morir el bisbe Teuter de Girona, la qual cosa ocasionà desavinences a l'hora d'escollir el seu successor. Sunyer i Delà escolliren el clergue Eremir, mentre que l'arquebisbe Teodard de Narbona consagrava Servusdei. El 888 va aconseguir foragitar a Servusdei, cosa que va provocar friccions entre Sunyer i Guifré el Pelós. Per consolidar la seva operació, el mateix any viatjà, acompanyat d'Eremir, fins a Orleans per a jurar fidelitat al rei Odó I de França, però entre 890 i 891 l'arquebisbe de Narbona acabà aconseguint el suport del rei i es va restaurar definitivament a Servusdei, fent que Sunyer i Delà renunciessin a les seves pretensions. Les friccions es van mantenir fins a l'excomunió de Sunyer, aixecada el 909.
Així mateix, el 891 preparà una expedició, entre comercial i piràtica, contra els sarraïns, enviant una flota de quinze vaixells que van arribar a Petxina, prop d'Almeria, acabant amb una treva que durà les primeres dècades del segle x.
El 894, Miró el Vell, comte de Rosselló, Vallespir i Conflent, va morir sense descendència. El Rosselló va ser heretat per Sunyer, possiblement degut a un acord entre ell i Guifré el Pelós en virtut del qual el Vallespir s'uniria al comtat de Besalú i el Rosselló al d'Empúries. Cal destacar el fet que amb Sunyer II s'instaura al comtat d'Empúries la transmissió hereditària de la dignitat comtal.

## Matrimoni i descendència
Es casà amb Ermengarda, amb la qual va tenir:
- Benció (?-ca. 916), comte d'Empúries i Rosselló.
- Gausbert I d'Empúries (?-ca. 931), comte d'Empúries i Rosselló.
- Elmerad (?- ca. 920), bisbe d'Elna.
- Guadall (?- ca. 947), bisbe d'Elna.